# Deuterostomia
I deuterostòmi (Deuterostomia Grobben, 1908;, dal greco "bocca secondaria"), rappresentano un gruppo di animali celomati caratterizzati da uno sviluppo embrionale nel quale l'ano si origina dal blastoporo (o nelle sue vicinanze), mentre la bocca si forma all'estremità opposta. Da un punto di vista sistematico sono considerati da alcuni autori un ramo e da altri un superphylum degli Eumetazoa.
Sono anche notoneurali in quanto il cordone nervoso è posto dorsalmente rispetto all'intestino. La circolazione del sangue procede in senso caudo-cefalico nei vasi ventrali, e in senso cefalo-caudale nei vasi dorsali. È presente un cuore ventrale a vari livelli di sviluppo a seconda dei gruppi.
I deuterostomi sono detti anche "enterocelomati", o "celomati enterocelici", per la modalità con cui si forma il celoma durante lo sviluppo dell'organismo: due tasche mesodermiche si originano in seguito ad alcune estroflessioni dell'archenteron, il canale alimentare primitivo della gastrula, per poi staccarsi e fondersi formando così due sacchetti celomatici. Questo processo viene chiamato "enterocelia", e differenzia i deuterostomi dai protostomi, animali nei quali il celoma si forma invece per "schizocelia" e la bocca deriva dalla regione del blastoporo.
La metameria, quando esiste, interessa essenzialmente la muscolatura, lo scheletro assile e il sistema nervoso. Frequentemente esiste un dermascheletro di origine mesodermica. La segmentazione di norma indeterminativa, è per lo più radiale-bilaterale. Il mesoderma si origina da un intero foglietto cellulare, non riconducibile ad una singola cellula iniziale. Stadi larvali precoci tipici sono la dipleurula (assente nei Cordati), con tre paia di vescicole celomatiche (protocele, mesocele e metacele).

## Filogenesi
È stato proposto come il più antico deuterostomo noto Saccorhytus coronarius, vissuto approssimativamente 540 milioni di anni fa. I ricercatori ritengono che Saccorhytus sia l'antenato comune di tutti i deuterostomi precedentemente noti.
Phyla tipici e più importanti sono: Echinodermi, Emicordati e Cordati. Contrariamente alla tradizione che riuniva nei deuterostomi anche i Chetognati, studi biomolecolari piuttosto recenti hanno dimostrato che non vi è alcuna relazione filogenetica. Il clade Xenacoelomorpha, inizialmente incluso nei deuterostomi, ora è considerato il clade più basale dei Bilateria, ovvero il sister group dei Nephrozoa, a sua volta composto da deuterostomi e protostomi.

## Tassonomia
Appartengono al gruppo o superphylum dei deuterostomi tre phyla animali, elencati qui di seguito con le loro rispettive classi:
- Phylum Hemichordata (Emicordati)

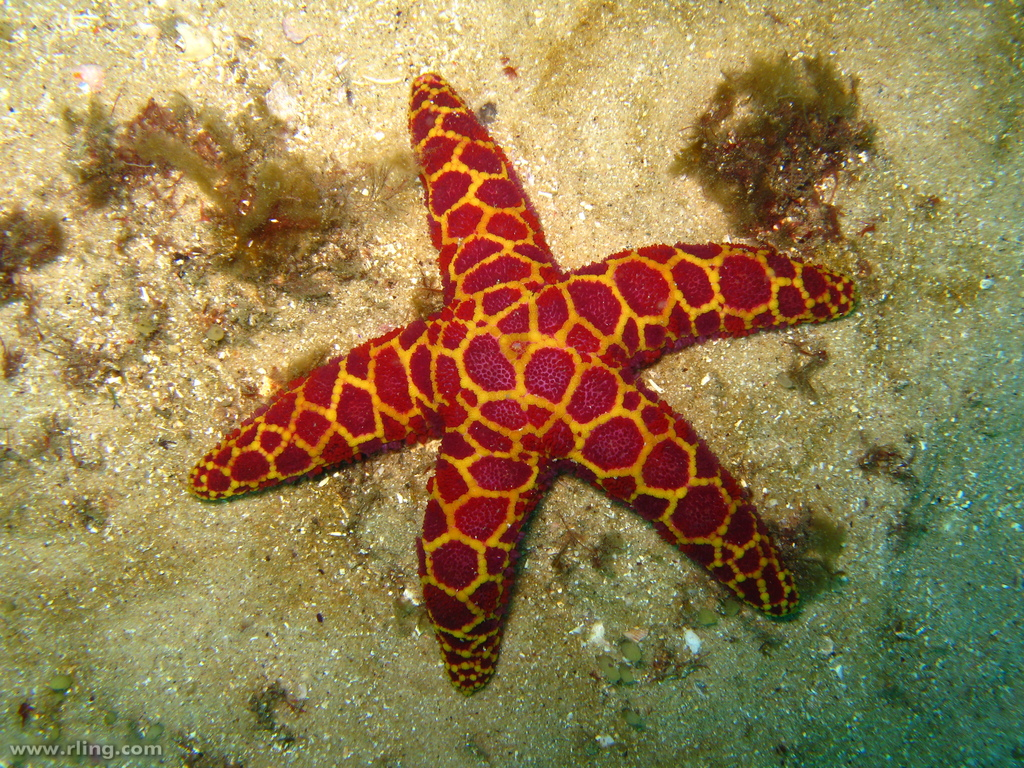
Plectaster decanus

- Phylum Echinodermata (Echinodermi)
  - Subphylum Eleutherozoa (Eleuterozoi)
    - Superclasse Asterozoa (Asterozoi)
      - Classe Asteroidea (Asteroidei o Stelle di mare)
      - Classe Somasteroidea (Somasteroidei)

    - Superclasse Cryptosyringida (Cryptosyringidi)
      - Classe Echinoidea (Echinoidei o Ricci di mare)
      - Classe Holothuroidea (Oloturoidei od Oloturie o Cetrioli di mare)
      - Classe Ophiuroidea (Ofiuroidei od Ofiure o Stelle serpentine)

  - Subphylum Crinozoa (Crinozoi)
    - Classe Crinoidea (Crinoidei o Crinoidi o Gigli di mare)
- Phylum Chordata (Cordati)
  - Subphylum Urochordata (Urocordati o Tunicati)
  - Subphylum Cephalochordata (Cefalocordati)
  - Subphylum Vertebrata (Vertebrati)
    - Infraphylum Agnatha (Agnati o Pesci senza mascelle)
      - Classe Cyclostomata (Ciclostomi) Missini e lamprede
      - Classe Cephalaspida (Cefalaspidi)Branchiostoma lanceolatum

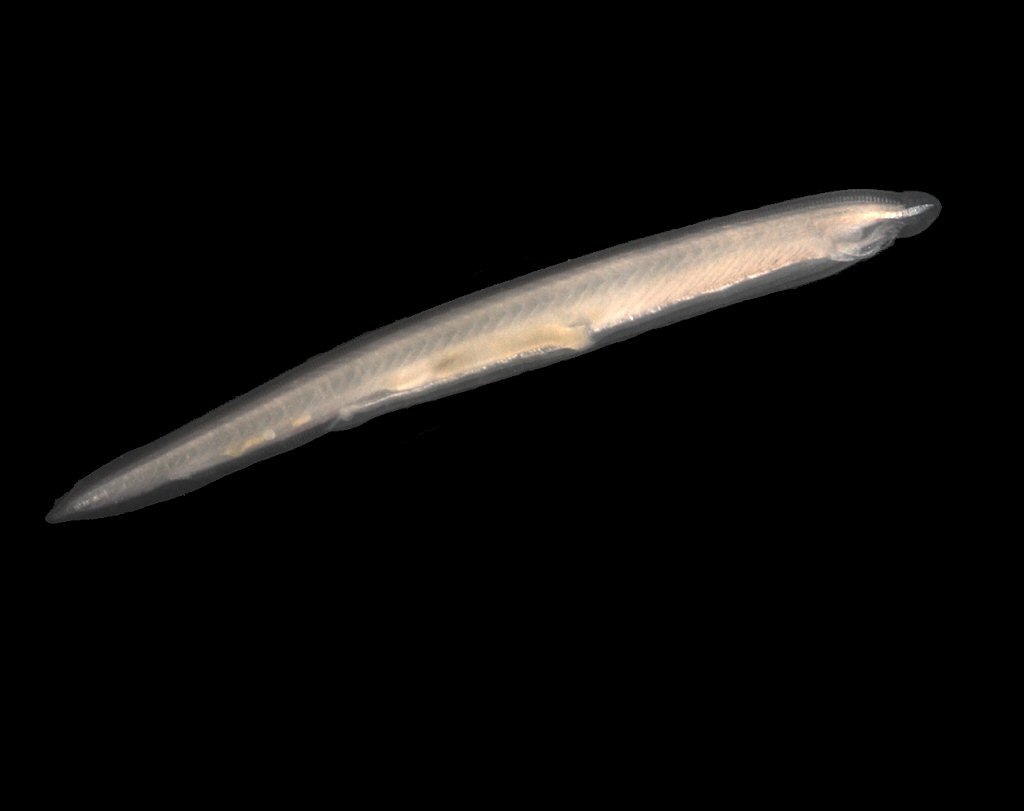
Branchiostoma lanceolatum

      - Classe Heterostraci (Eterostraci)
      - Classe † Anaspida (Anaspidi)

    - Infraphylum Gnathostomata (Gnatostomi)
      - Classe Chondrichthyes (Condroitti o Pesci cartilaginei)
      - Classe Osteichthyes (Osteitti o Pesci ossei)
      - Classe Sarcopterygii (Sarcopterigi o Pesci dalle pinne carnose)
      - Classe Amphibia (Anfibi)
      - Classe Reptilia (Rettili)
      - Classe Aves (Uccelli)
      - Classe Mammalia (Mammiferi)